# مجموعه کراندار

تجسمی از یک مجموعه کراندار (بالا) و یک مجموعه بی‌کران (پایین) که از سمت راست تا بی‌نهایت ادامه دارد.

مجموعه کراندار یا مجموعه محدود مفهومی است که در آنالیز ریاضی و دیگر مباحث مرتبط با آن تعریف می‌شود. مجموعه‌ای که کراندار نباشد را بی‌کران می‌نامیم. در توپولوژی، مجموعه کراندار فقط در فضاهای توپولوژیک  متری معنا می‌یابد.

## تعریف

### دراعداد حقیقی
فرض کنید {\displaystyle A} یک زیرمجموعهٔ ناتهی از {\displaystyle \mathbb {R} } باشد. گوییم {\displaystyle A} از بالا کراندار است اگر عددی مانند {\displaystyle a} موجود باشد به طوری که به ازای هر {\displaystyle y} از {\displaystyle A} داشته باشیم {\displaystyle y\leq a}. اگر عددی مانند {\displaystyle b} موجود باشد به طوری که به ازای هر {\displaystyle y} از {\displaystyle A} داشته باشیم {\displaystyle b\leq y}، آنگاه می‌گوییم {\displaystyle A} از پایین کراندار است. مجموعهٔ {\displaystyle A} را کراندار می‌نامیم در صورتی که {\displaystyle A} از بالا و از پایین کراندار باشد.
همچنین هر زیر مجموعه از اعداد حقیقی کراندار است اگر و تنها اگر مشمول در یک بازه در {\displaystyle \mathbb {R} } باشد.

### در فضاهای متریک
فرض کنیم {\displaystyle (X,d)} یک فضای متریک و {\displaystyle E\subseteq X} باشد. در اینصورت گوییم {\displaystyle E} کراندار است هرگاه عددی حقیقی چون {\displaystyle M} و نقطه‌ای مثل {\displaystyle q\in X} وجود داشته باشند به‌طوری که به ازای هر {\displaystyle p\in E} داشته باشیم {\displaystyle d(p,q)<M}. 
در فضای متری دلخواه {\displaystyle (M,d)}، زیرمجموعهٔ {\displaystyle A} از {\displaystyle M} فقط و فقط وقتی کراندار است که گوی بازی شامل {\displaystyle A} موجود باشد.